# Welterbe auf den Seychellen
Zum Welterbe auf den Seychellen gehören (Stand 2016) zwei UNESCO-Welterbestätten, die beide Stätten des Weltnaturerbes sind. Der Inselstaat Seychellen im Indischen Ozean ist der Welterbekonvention 1980 beigetreten, die erste Welterbestätte wurden 1982 in die Welterbeliste aufgenommen. Die bislang letzte Welterbestätte auf den Seychellenwurde 1983 eingetragen.

## Welterbestätten
Die folgende Tabelle listet die UNESCO-Welterbestätten in XYZ in chronologischer Reihenfolge nach dem Jahr ihrer Aufnahme in die Welterbeliste (K – Kulturerbe, N – Naturerbe, K/N – gemischt, (G) – auf der Liste des gefährdeten Welterbes).
| Bild             | Bezeichnung                        | Jahr | Typ | Ref. | Beschreibung |
| ---------------- | ---------------------------------- | ---- | --- | ---- | --- |
| (weitere Bilder) | Aldabra-Atoll (Lage)               | 1982 | N   | 185  | Aldabra ist das größte Atoll des Indischen Ozeans. Es steht unter strengem Schutz und hat deshalb seine ursprüngliche Flora und Fauna weitgehend bewahren können. |
| (weitere Bilder) | Naturreservat Vallée de Mai (Lage) | 1983 | N   | 261  | Der Naturpark befindet sich auf der Insel Praslin im Zentrum des gleichnamigen Nationalparks und ist die Heimat der Seychellenpalme.                              |

## Tentativliste
In der Tentativliste sind die Stätten eingetragen, die potentiell für die Auszeichnung als Welterbe geeignet sind. Derzeit (2016) sind zwei Stätten in der Tentativliste der Seychellen eingetragen, die letzte Eintragung erfolgte 2013. Die folgende Tabelle listet die Stätten in chronologischer Reihenfolge nach dem Jahr ihrer Aufnahme in die Tentativliste.
| Bild             | Bezeichnung                    | Jahr | Typ | Ref. | Beschreibung |
| ---------------- | ------------------------------ | ---- | --- | ---- | ------------ |
|                  | Missionsruinen von Venn's Town | 2013 | K   | 5796 |              |
| Insel Silhouette | Insel Silhouette               | 2013 | K/N | 5799 |              |